# Nunciella dentata
Nunciella dentata is een hooiwagen uit de familie Triaenonychidae.